# A+삶
"A+삶"은 1999년에 개봉한 대한민국의 영화이다.

## 캐스팅
- 이민우 : 용준 역
- 황수정
- 김명곤 : 아버지 역
- 전민혜
- 이보희
- 이상숙
- 권해효
- 이원재
- 이재포
- 이문수
- 김선화